# Herb gminy Przeworno
Herb gminy Przeworno – symbol gminy Przeworno.

## Wygląd i symbolika
Herb przedstawia na tarczy w polu złotym zielone trójwzgórze (symbol Gromnika i okolicznych wzgórz), na nim złotą stylizowaną literę „P” z kłosem zboża, natomiast ponad nim czarnego orła dolnośląskiego i trzy czerwone sześcioramienne gwiazdy, symbolizujące kult maryjny.